# J.T. Orr
J.T. Orr (* 20. Oktober 1973 in Pomona, Kalifornien) ist ein US-amerikanischer Schiedsrichter im Basketball, der seit dem Jahr 2009 in der NBA tätig ist. Er trägt die Uniform mit der Nummer 72.

## Karriere

### College-Basketball
Vor dem Einstieg in die NBA arbeitete er 13 Jahre als College-Basketballschiedsrichter u. a. in der Pacific-12 Conference, West Coast Conference und Big West Conference.

### National Basketball Association
Orr begann im Jahr 2009 seine NBA-Schiedsrichterlaufbahn beim Spiel der Memphis Grizzlies gegen die Cleveland Cavaliers.
Zuvor war er fünf Jahre als Schiedsrichter in der NBA G-League tätig.